# 長枝誘引
長枝誘引（ちょうしゆういん、英：Long Branch Attraction）は、系統解析において、系統的に近縁でない2つの分類群の進化速度が極めて速い場合に、系統樹の枝が相対的に長くなり、これらの長い枝の先端に付く分類群が誤って近縁と推定される現象。系統推定法のうち特に最大節約法への影響が顕著であるが、最尤法や近隣結合法などの他の系統推定法でも主要な課題の一つである。

## 原理
長枝誘引は、分子系統解析による誤った推論を導く最大の要因とされている。系統推定では、類縁関係を明らかにしたい対象の生物群（内群）と、内群とは遠縁であることが既知である生物群（外群）を含めて解析を行い、共通祖先保有関係を推定して系統樹を構築する。このとき、系統樹の枝の長さは、その系統の生物が他の生物から分岐して以降蓄積したアミノ酸や塩基の置換数と比例して表現される。そのため古い段階で分岐した生物の枝長は、その長い進化時間を通じて変異が蓄積するため、最近分岐した生物の枝長よりも一般に長くなる。しかし、共通祖先保有関係の手がかりとなる形質（塩基やアミノ酸など）の状態の遷移率がある系統で極端に高い場合、短い進化時間でも多くの変異が蓄積し、その系統の枝は他の枝と比較して極めて長く伸びる。その枝は本来あるべき位置よりも他の長い枝と近縁な位置や、古くに枝分かれした位置に置かれ、誤った系統推定が導かれる。

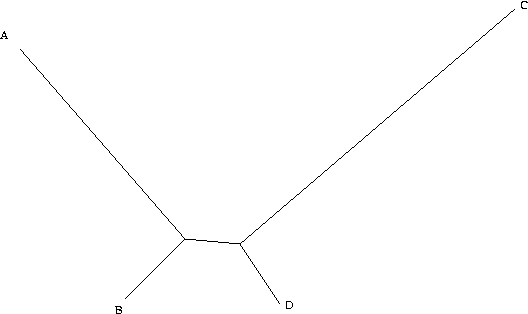
AとBの共通祖先からAまで、CとDの共通祖先からCまでの枝長が長くなっている4-taxon tree

長枝誘引を視覚的に示す例として、図に示すような4つの分類群からなる無根系統樹（4-taxon tree）がある。この図に示される系統樹が分類群の真の類縁関係を示している場合、この類縁関係に従う生物群から得られるデータで解析を行うと、分類群AとCが互いに引き付け合うような誤った推定が得られることになる。なお、長枝誘引の強さは各枝長の比率や使用する系統推定法によって変化する。長枝誘引の影響を強く受ける条件はFelsensteinゾーンと呼ばれる。
有根系統樹の場合、進化速度の大きい系統は外群の方へ引き寄せられる、すなわち長い枝が内群の根元近くから枝分かれする傾向にある。
長枝誘引の大きな原因の一つは、解析に利用した分子の進化速度が系統ごとに大きく異なることによる。リボソームRNAやポリペプチド伸長因子に基づいた初期の分子系統解析において、微胞子虫が極めて古い時期に分岐したとされたのはこのためである。なお、復帰突然変異を含む多重置換も長枝誘引を引き起こす原因となる。多重置換において、ある特定の形質状態が複数回遷移しても全体としての配列間の差異の増大に繋がらないため、見かけ上の類縁関係が史実の類縁関係よりも近縁と見なされる。すなわち、多重置換の起きた枝は形質状態遷移の回数が過小評価され、多重置換の起きていない枝よりも系統樹上で内側に入り、代わりに後者の枝は長い枝として外側へ追いやられるのである。

## 影響

### 形質状態法
最大節約法や最尤法などの形質状態法は枝ごとの進化速度の一定性を仮定していないものの、先述の通り多重置換を過小評価してしまう傾向にある。特に多重置換を全く考慮しない最節約法においてこの影響は大きい。例えば、Graur et al. (1991) では10種類のタンパク質のアミノ酸配列を用いてネズミがモルモットよりもヒトに近縁であるとし、齧歯目の単系統性を否定した。しかし解析に用いられたリポタンパク質リパーゼの進化速度がモルモットにおいて大きくなっていることが Hasegawa et al. (1992) で指摘され、長枝誘引の強い影響を受けたことが明らかにされた。最尤法においても、多重置換を正しく評価できない進化モデルを適用された場合に誤った系統樹が導かれる。
稲垣 (2007) によると、最大節約法は強く長枝誘引の影響を受け、データサイズが大きい場合に顕著となった。最尤法では、進化モデルが真の歴史と解析において合致する場合にデータサイズの増大に伴って長枝誘引の影響を除去できた。しかし、生物の真の進化の過程と完全に整合する進化モデルを適用することは不可能である。アライメント座位間の置換速度差を無視している場合にはデータサイズを増大させても解消できない深刻な影響が、トランジション転移とトランスバージョン転移の比率が食い違う場合にはデータサイズ増大により改善できる影響が確認された。
Kolaczkowski & Thomton (2004) では最大節約法の方が最尤法よりも長枝誘引に対して頑健であったと提唱されているが、同論文には反論が多く寄せられている。具体的には、Kolaczkowski & Thomton (2004) では共通の樹形を持つ2種類の枝長のセットでシミュレーションが行われていたが、この2種類の枝長のセットというのが、最大節約法が最尤法を上回る条件であった、という指摘がなされた。このシミュレーション解析を拡張した15条件での解析では、2条件で最大節約法が、4条件で最尤法がもう一方の系統推定法を上回った。残りの9条件では有意な差が見られず、長枝誘引に対する全体的なパフォーマンスは最尤法の方がやや優れているとされる。

### 距離行列法
稲垣 (2007) によると、距離行列法の一つである近隣結合法でも枝長に極端な差がある場合に正しい系統関係を復元することは困難であったが、最大節約法よりも高い全体的な成功率が得られた。また、データサイズを増大させることで長枝誘引の影響を軽減でき、ある程度の規模のデータサイズであれば完全に除去できると推測されている。

## 対策
長枝誘引の根本的な原因の一つは、枝間や座位間の進化速度の不均質性を考慮できていないことである。従って、明示的に進化モデルを仮定している系統推定法では、これらの進化速度を考慮して、現実に近い進化モデルを使用する必要がある。座位間の進化速度の不均質性はガンマ分布でのモデル化が試みられており、Yang (1993) で定式化されている。ただし、この式は座位間の進化速度の相対比が時代を通じて一定であるという仮定の下で成り立っており、史実では進化時間を通じて進化速度自体も変化しうる点に注意が必要である。
進化速度の大きい分子データを解析から除外することも、長枝誘引の有無を確かめる方法の一つである。かつてグネツム目の植物は分子系統解析に基づいて球果植物のスギ（ヒノキ科）に近縁とされていた。しかしグネツム目とスギでは進化速度が他の系統よりも顕著に増大した遺伝子が存在したため、それを解析から除外したところ、スギよりもマツ（マツ科）との強い近縁性を示唆するようになった。
近隣結合法や、座位間の進化速度が史実とモデルで不整合を起こしている場合の最尤法では、データサイズ（解析に含む分類群の数）を増大させることでも長枝誘引の影響を低減できることが示されている。特に、外群や枝の長い内群の枝から途中で分岐するような分類群を解析に含めると多重置換の評価が可能であり、ミトコンドリアDNAを利用した霊長目の解析において示唆されている。なお、データサイズの増大は系統樹探索空間の組み合わせ論的爆発を引き起こすため探索に要する計算量の増大にも繋がるが、ソフトウェアの改良により計算時間は短縮されており、2020年時点では数千種を内包するような大規模な系統樹の解析も可能となっている。